# Twenty Twenty (альбом)
Twenty Twenty — дебютный студийный альбом американского актёра и музыканта Джо Кири, известного в музыке под псевдонимом Djo. Альбом вышел 13 сентября 2019 года на лейбле Djo Music (via AWAL). После выхода Twenty Twenty был положительно встречен музыкальными критиками.

## Синглы
Ведущий сингл, «Roddy», был выпущен 19 июля 2019 года. Второй сингл, «Chateau (Feel Alright)», был выпущен 9 августа 2019 года. Третий и последний сингл, «Mortal Projections», был выпущен 30 августа 2019 года.

## Отзывы
| Оценки критиков | Оценки критиков |
| Источник        | Оценка          |
| --------------- | --------------- |
| NME             | [ 2 ]           |
| Sputnikmusic    | [ 5 ]           |

Альбом получил в основном положительные отзывы критиков. Мариэль Фечик из Atwood Magazine высоко оценила инструментарий альбома, отметив сильное влияние психоделического рока 1960-х годов. Риан Дейли в рецензии для NME поставила альбому 4 звезды из 5, положительно сравнив его с творчеством Tame Impala и отметил, что «Twenty Twenty говорит о том, что Кири — музыкант очень высокого уровня, которому не нужны другие начинания, чтобы привлечь наше внимание. Он занимается изобретательной, искаженной психоделией, которая нежно крутит вашу дыню и постоянно меняет форму вокруг вас, при этом ощущая себя как столь необходимый поглаживатель волос, когда вы переходите грань». Резюме рецензии в Sputnikmusic: «Djo представляет альбом, который возвращает свежесть и новизну, которые раньше вызывал этот жанр (неопсиходелия). Джо Кири оказался на высоте, он выдает качественный материал».

## Список композиций
| №                   | Название                  | Длительность |
| ------------------- | ------------------------- | ------------ |
| 1.                  | «Showtime»                | 0:48         |
| 2.                  | «Personal Lies»           | 4:59         |
| 3.                  | «Tentpole Shangrila»      | 3:36         |
| 4.                  | «Just Along for the Ride» | 3:22         |
| 5.                  | «Chateau (Feel Alright)»  | 4:32         |
| 6.                  | «Roddy»                   | 4:12         |
| 7.                  | «Ring»                    | 4:06         |
| 8.                  | «BNBG»                    | 3:38         |
| 9.                  | «Mortal Projections»      | 3:08         |
| 10.                 | «Total Control»           | 2:16         |
| 11.                 | «Flash Mountain»          | 4:23         |
| 12.                 | «Mutual Future (Repeat)»  | 4:58         |
| Общая длительность: | Общая длительность:       | 44:04        |

## Чарты
| Чарт (2023)                       | Высшая позиция |
| --------------------------------- | -------------- |
| США Tastemaker Albums (Billboard) | 7              |
| США Top Album Sales (Billboard)   | 49             |
| США Vinyl Albums (Billboard)      | 24             |